# Daimatsu Takehana
Daimatsu Takehana (jap. 竹花 大松, Takehana Daimatsu; * 13. September 2001 in Sapporo) ist ein japanischer Skispringer, der zuvor als Nordischer Kombinierer aktiv war.

## Werdegang

### Nordische Kombination
Takehana gab sein internationales Debüt im Februar 2016 bei den Youth-Cup-Wettbewerben in Trondheim, wo er sich mit den Rängen 5 und 6 in seiner Altersklasse gut präsentierte. Bis zu seinem Debüt im Continental Cup im Januar 2019 in Klingenthal nahm er nur vereinzelt an internationalen Wettkämpfen teil. Seine ersten Punkte im Continental Cup gewann er eine Woche später in Ruka mit dem dreizehnten Platz. Bei den Nordischen Junioren-Skiweltmeisterschaften 2019 in Lahti belegte er sowohl im Gundersen Einzel als auch im Sprint Rang 13 und wurde darüber hinaus Sechster mit dem Team. Beim Massenstart am abschließenden Continental-Cup-Wochenende der Saison erreichte er mit dem zehnten Platz erstmals die Top 10. 

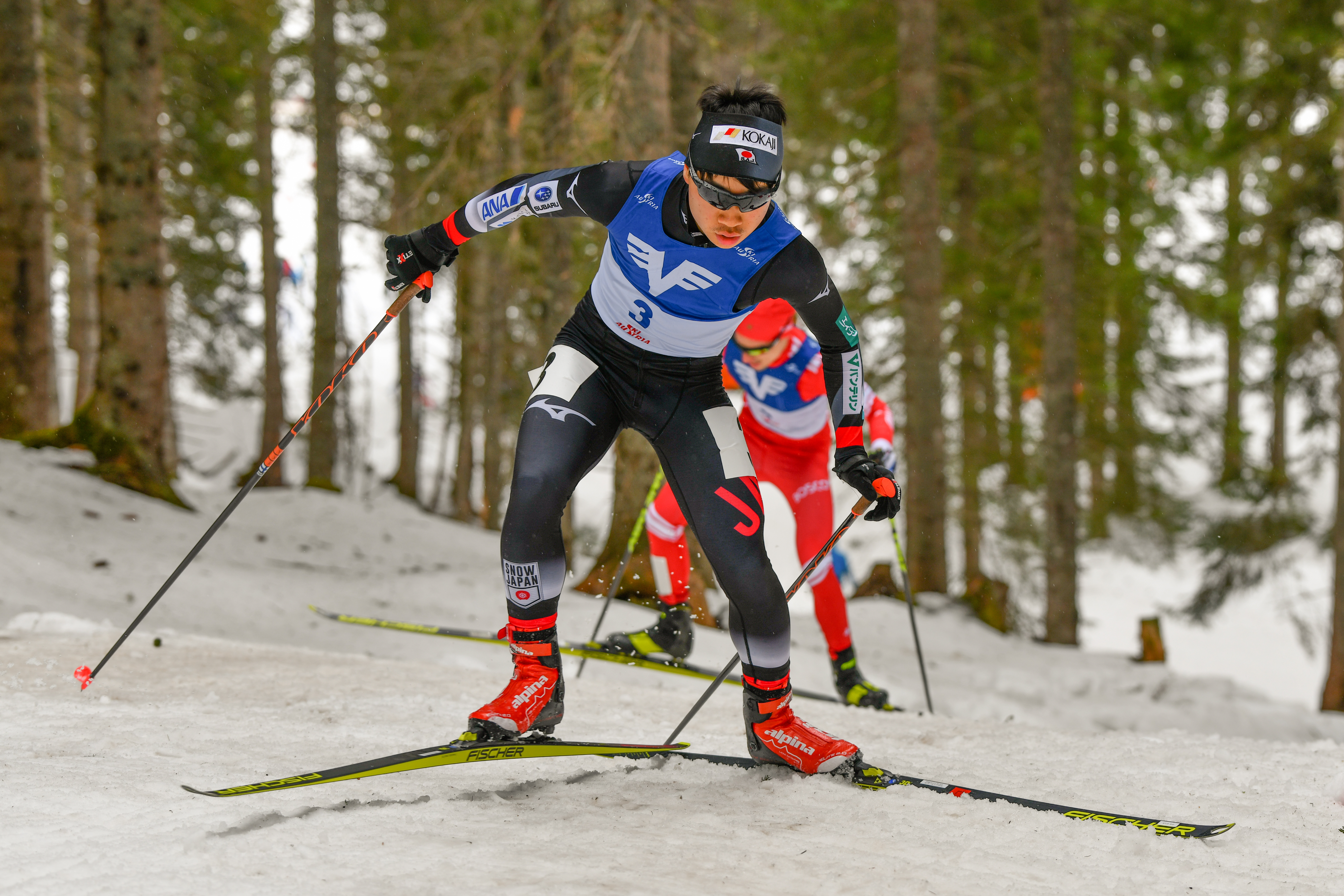
Takehana beim COC 2020 in Eisenerz

Zum Abschluss des Grand Prix 2019 in Planica startete Takehana erstmals auf höchstem Niveau. Nachdem er an beiden Tagen Punkte sammeln konnte, belegte er letztlich den 56. Platz in der Gesamtwertung. Im Winter ging er erst Ende Februar 2020 im Continental Cup an den Start. Dabei erreichte Takehana erstmals das Podest im Continental Cup, als er gemeinsam mit Anju Nakamura, Ayane Miyazaki und Kodai Kimura den erstmals ausgetragenen Mixed-Team-Wettbewerb in Eisenerz auf dem dritten Platz hinter Norwegen und Österreich beendete. Darüber hinaus erreichte er bei beiden Einzelwettkämpfen die Punkteränge. Bei den Nordischen Junioren-Skiweltmeisterschaften 2020 in Oberwiesenthal wenige Tage später ging Takehana als Zweiter auf die Loipe, wurde jedoch aufgrund eines Frühstarts disqualifiziert. Gemeinsam mit Ayane Miyazaki, Anju Nakamura und Kodai Kimura gewann er die Bronzemedaille mit dem Mixed-Team. Im Staffelwettbewerb der Junioren belegte er zudem mit seinen Landsmännern den sechsten Rang. Die Saison schloss er auf dem 74. Platz der Continental-Cup-Gesamtwertung ab.

### Skispringen
Nachdem er im April 2020 ins Tschuiya Skiteam aufgenommen worden war, wechselte Takehana zum Spezialspringen. Seinen ersten internationalen Einsatz als Skispringer hatte er bei den Nordischen Junioren-Skiweltmeisterschaften 2021 in Lahti, wo er im Einzel den 30. Platz belegte.

## Statistik

### Grand-Prix-Platzierungen
| Saison | Platz | Punkte |
| ------ | ----- | ------ |
| 2019   | 56.   | 12     |

### Continental-Cup-Platzierungen
| Saison  | Platz | Punkte |
| ------- | ----- | ------ |
| 2018/19 | 47.   | 73     |
| 2019/20 | 74.   | 13     |